# العربي الهادي
العربي الهادي من مواليد 27 ماي 1961، حارس مرمى سابق في منتخب الجزائر لكرة القدم ومع وداد بوفاريك. شارك في كأس العالم كأس العالم 1986 بالمكسيك.

## روابط خارجية
- العربي الهادي على موقع الاتحاد الدولي (مؤرشف)  (الإنجليزية)
- العربي الهادي على موقع قاعدة بيانات كرة القدم.إي يو (الإنجليزية)
- العربي الهادي على موقع ناشيونال فوتبول تيمز (الإنجليزية)